# Масато Кудо
Масато Кудо (на японски: 工藤 壮人) беше японски футболист.

## Национален отбор
Записал е и 4 мача за националния отбор на Япония.
| Япония | Япония | Япония |
| Година | Мачове | Голове |
| ------ | ------ | ------ |
| 2013   | 4      | 2      |
| Общо   | 4      | 2      |